# Franklin (Karolina Północna)
Franklin – miasto w USA, w stanie Karolina Północna, ośrodek administracyjny hrabstwa Macon, położone nad rzeką Little Tennessee. Według danych z 2000 roku liczyło 3694 mieszkańców.